# Комитет по сухопутным кораблям
Комитет по сухопутным кораблям (англ. Landships Committee; полное название — Комитет сухопутных кораблей Королевской морской авиации) — комитет британского Военного Кабинета, занимавшийся разработкой первых танков. 

## История
Основан в феврале 1915 года для проектирования и постройки новых бронированных машин, получивших во время Первой мировой войны название танков. Возглавлялся Первым Лордом Адмиралтейства Уинстоном Черчиллем, и состоял, в основном, из морских офицеров, политиков и инженеров.
Комитет рассмотрел предложение создать бронированную машину для прорыва траншей. Многое было основано на идеях «военного автомобиля» предвоенных лет. Более того, у Британии уже были бронированные автомобили. Другим источником идей был короткий рассказ Герберта Уэллса «Сухопутные броненосцы» 1903 года.
Первоначально была основана одна батарея в составе Пулемётного корпуса, затем, в 1916 году, организован Танковый корпус, после войны переформированный в Королевский бронетанковый корпус. 
Первым разработанным танком стал Mark I (Mk.1) в двух модификациях - Male (с пушкой) и Female (с пулеметами). 
До сегодняшнего дня, военно-морское происхождение танка прослеживается по терминологии. Кроме того, орудия первых танков имеют морское происхождение.